# Ad Abi Karam
Ad Abi Karam (* 28. März 1937 in Kornet Chehwan) ist ein libanesischer Geistlicher und emeritierter Bischof der Eparchie des Hl. Maron von Sydney.

## Leben
Ad Abi Karam empfing am  25. März 1962 die Priesterweihe.
Papst Johannes Paul II. ernannte ihn am 26. Oktober 2001 zum Bischof der Eparchie des Hl. Maron von Sydney. Der Maronitische Patriarch von Antiochien, Nasrallah Boutros Kardinal Sfeir, spendete ihm am 12. Januar des nächsten Jahres die Bischofsweihe; Mitkonsekratoren waren Roland Aboujaoudé, Weihbischof in Antiochia, und Samir Mazloum, Kurienbischof in Antiochia. Die Amtseinführung in Sydney fand am 8. Februar des nächsten Jahres statt.
Am 17. April 2013 nahm Papst Franziskus seinen altersbedingten Rücktritt an.